# Georgia-Pacific
Georgia-Pacific LLC er en amerikansk skovindustrikoncern med hovedkvarter i Atlanta, Georgia. De producerer papir, pulp, papirvarer, emballage og byggematerialer. I 2019 havde de 35.000 ansatte på over 180 lokationer i Nordamerika, Sydamerika og Europa. Det er et datterselskab til Koch Industries.